# Rödbent kornlöpare
Rödbent kornlöpare (Amara familiaris) är en skalbaggsart som beskrevs av Duftschmidti. Rödbent kornlöpare ingår i släktet Amara och familjen jordlöpare. Arten är reproducerande i Sverige. Inga underarter finns listade i Catalogue of Life.

## Bildgalleri

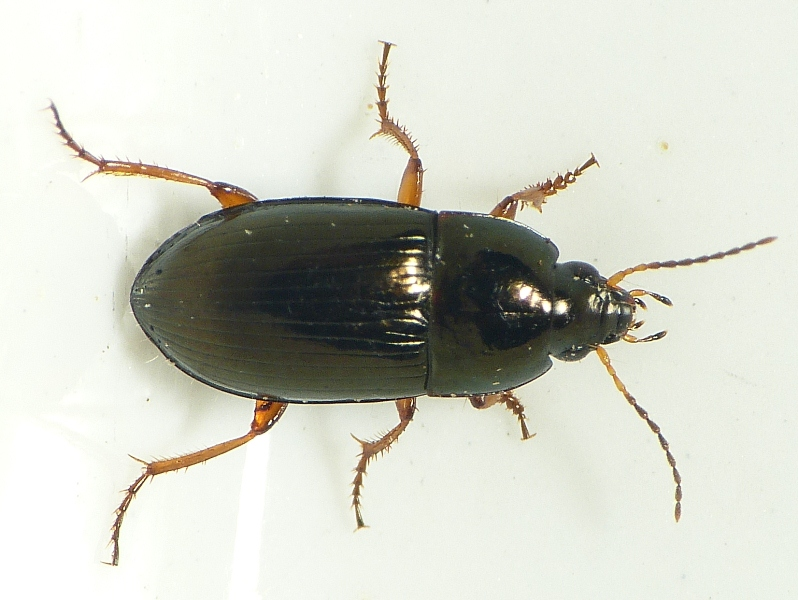
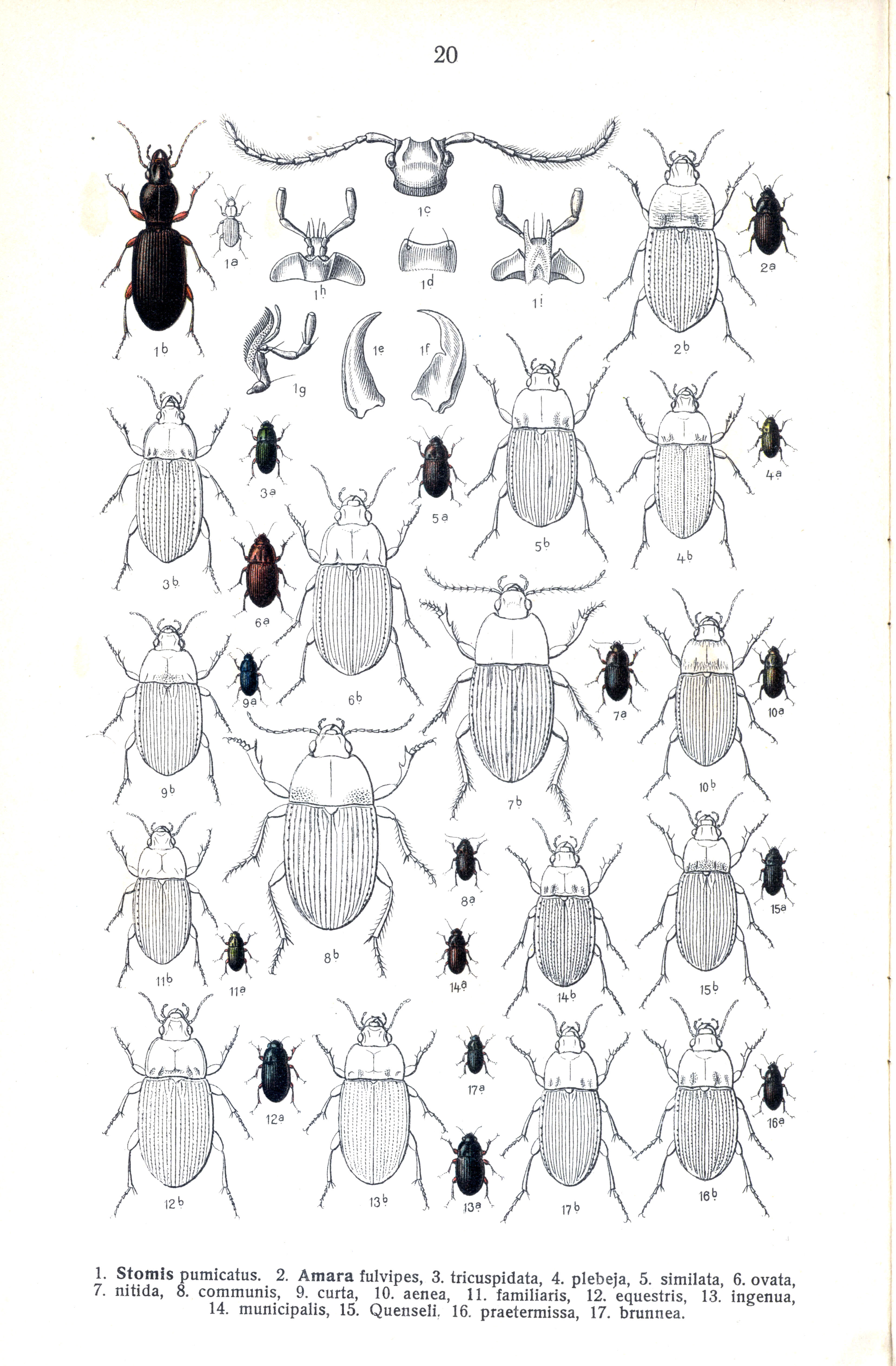
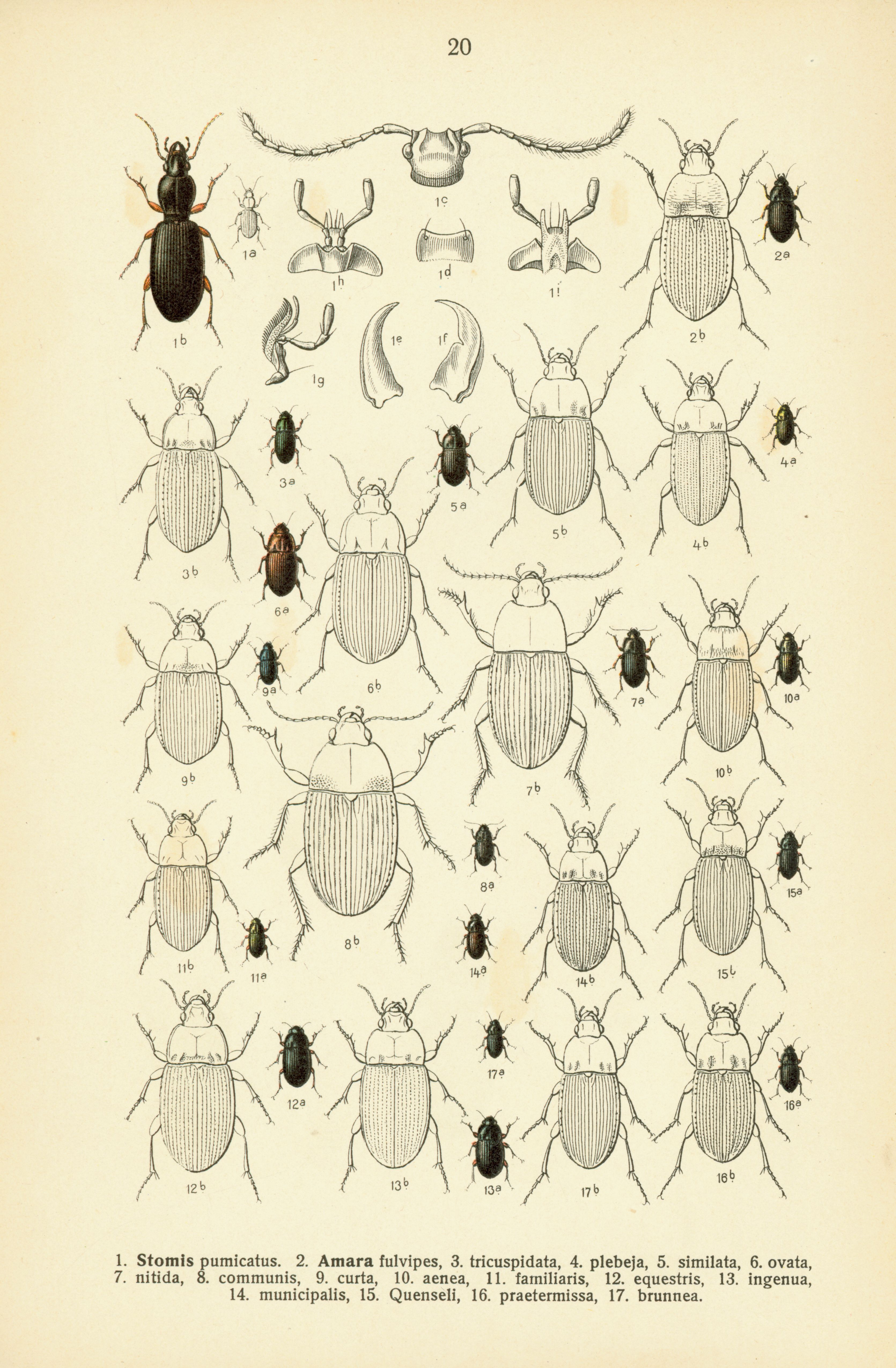